# Tritan A2

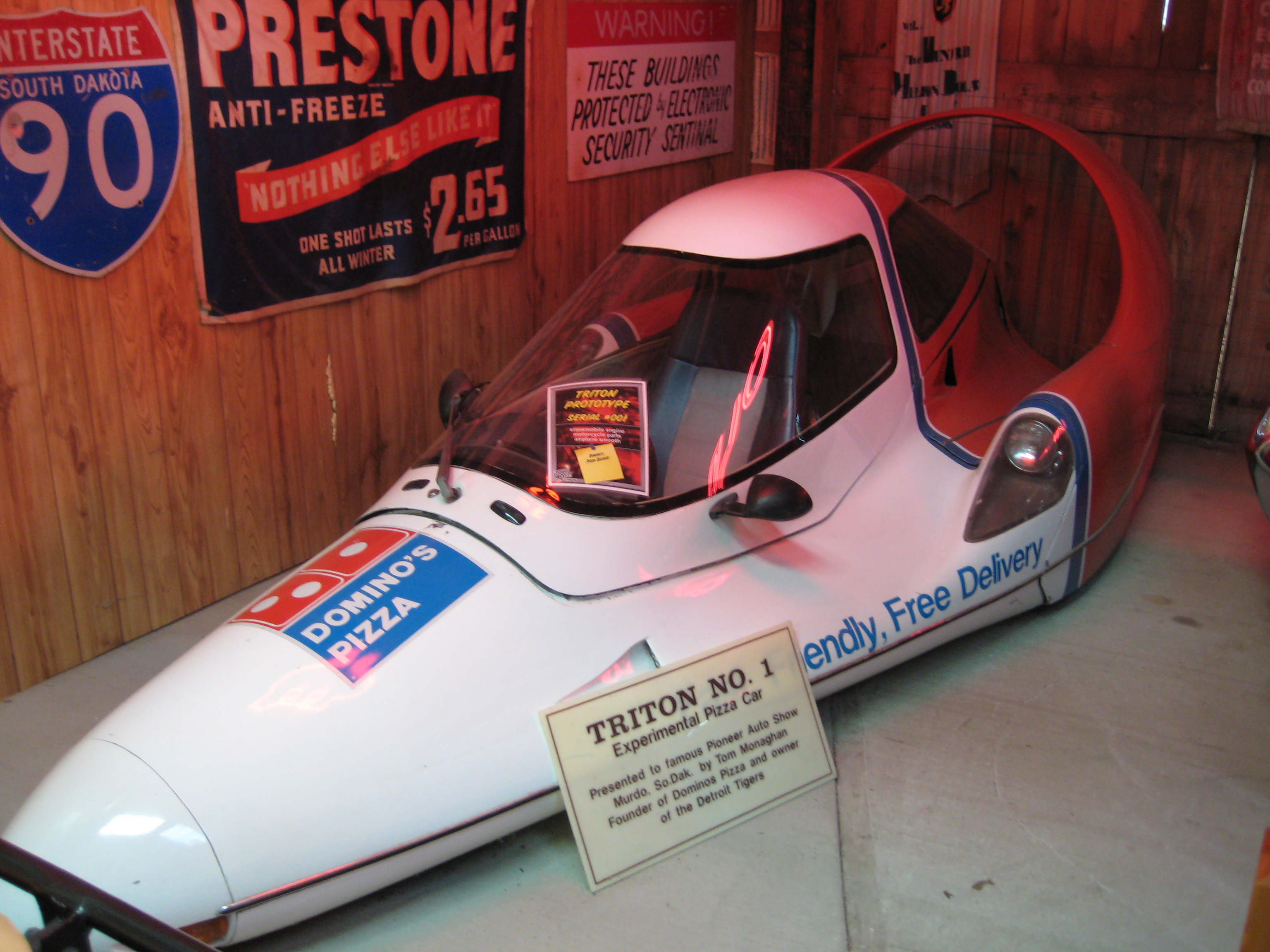
Das erste Fahrzeug

Der Tritan A2 ist ein dreirädriges Konzept- und Versuchsfahrzeug, das in den 1980er Jahren von Tritan Ventures in Ann Arbor für Domino’s Pizza entwickelt und in zehn Exemplaren als Kurierfahrzeug gebaut wurde. Mit dem innovativen und sehr strömungsgünstigen Fahrzeug suchte die Pizzakette nach einer gleichermaßen ökonomischen wie werbewirksamen Lösung für die Pizza-Auslieferung. Das Projekt scheiterte aus Kostengründen.

## Beschreibung
Die Auslegung als dreirädriges Fahrzeug sparte nicht nur Gewicht, sondern erlaubte in den USA auch die Zulassung als Motorrad. Somit waren gesetzliche Vorgaben deutlich einfacher zu erfüllen. Mit seiner Karosserie und einem Fahrersitz samt Lenkrad passt der Tritan A2 aber nicht in eine Motorrad-Kategorie.

### Technik
Der Tritan A2 ist als Monocoque aus Fiberglas konstruiert. Das Fahrzeug hat ein gelenktes Vorderrad und Hinterradantrieb.
Ein luftgekühlter Savkal-Rotationskolbenmotor mit 440 cm³ Hubraum und 30 PS Leistung treibt das Fahrzeug an. Die Kraft wird mittels Keilriemen auf die Hinterachse übertragen. Später war auch ein Elektromotor mit 4,5 kW Leistung erhältlich.

### Karosserie, Design und Luftwiderstand

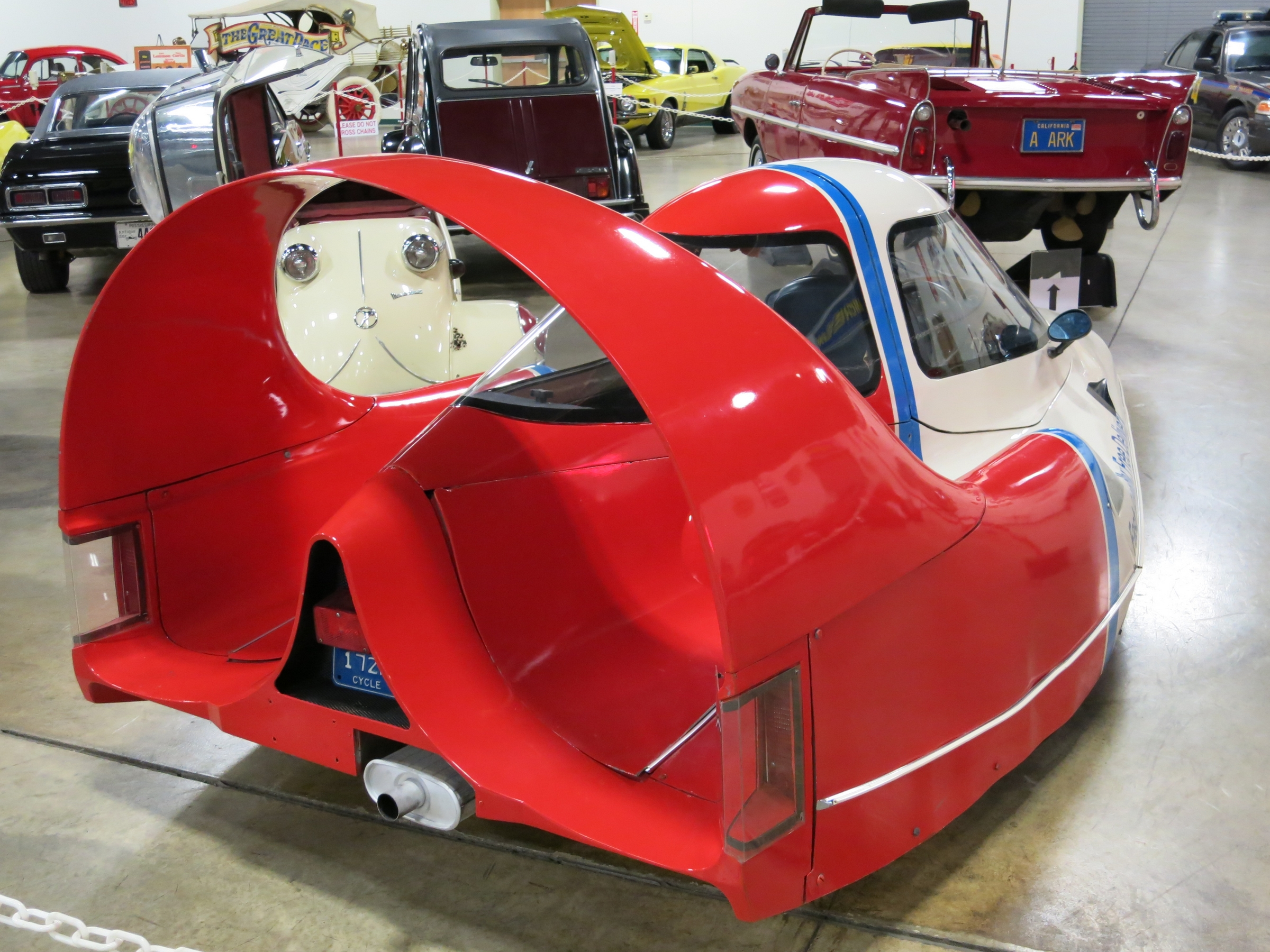
Heck mit "Amick-Bogen"

Das Design des Tritan A2 wurde bei Tritan Ventures entwickelt, wo James Amick maßgeblich beteiligt war. Die Formgebung ist ungewöhnlich und orientiert sich eher an einem Flugzeug als an einem Automobil. Der Fahrersitz mittig unter einer nach vorn öffnenden Haube. Hinter seinem Sitz ist ein Notsitz vorgesehen, der auch als Laderaum genutzt werden konnte. Die hinteren Räder sind in Verschalungen untergebracht.
Am Heck sorgte ein sogenannter „Amick“ Bogen, benannt nach dem Aero-Car-Designer James Amick, anstelle der zwei Finnen, für einen niedrigen Luftwiderstand und Schubhilfe beim Segeln (bei Seitenwind).
Das Dreirad wiegt 408 kg. Auffallend ist der niedrige Luftwiderstandsbeiwert von nur 0,15.
Im April 2019 wurde das erhaltene Fahrzeug mit der Nummer 10 aus dem Tupelo Automobile Museum mit 1,7 Meilen auf dem Tacho für 38.173 Euro versteigert. Für ein anderes Fahrzeug ist ein Verkaufspreis von 23.000 US-Dollar bekannt.